# Калашников, Анатолий Степанович
Анатолий Степанович Калашников (1922—1985) — подполковник Советской Армии, участник Великой Отечественной войны, Герой Советского Союза (1944).

## Биография

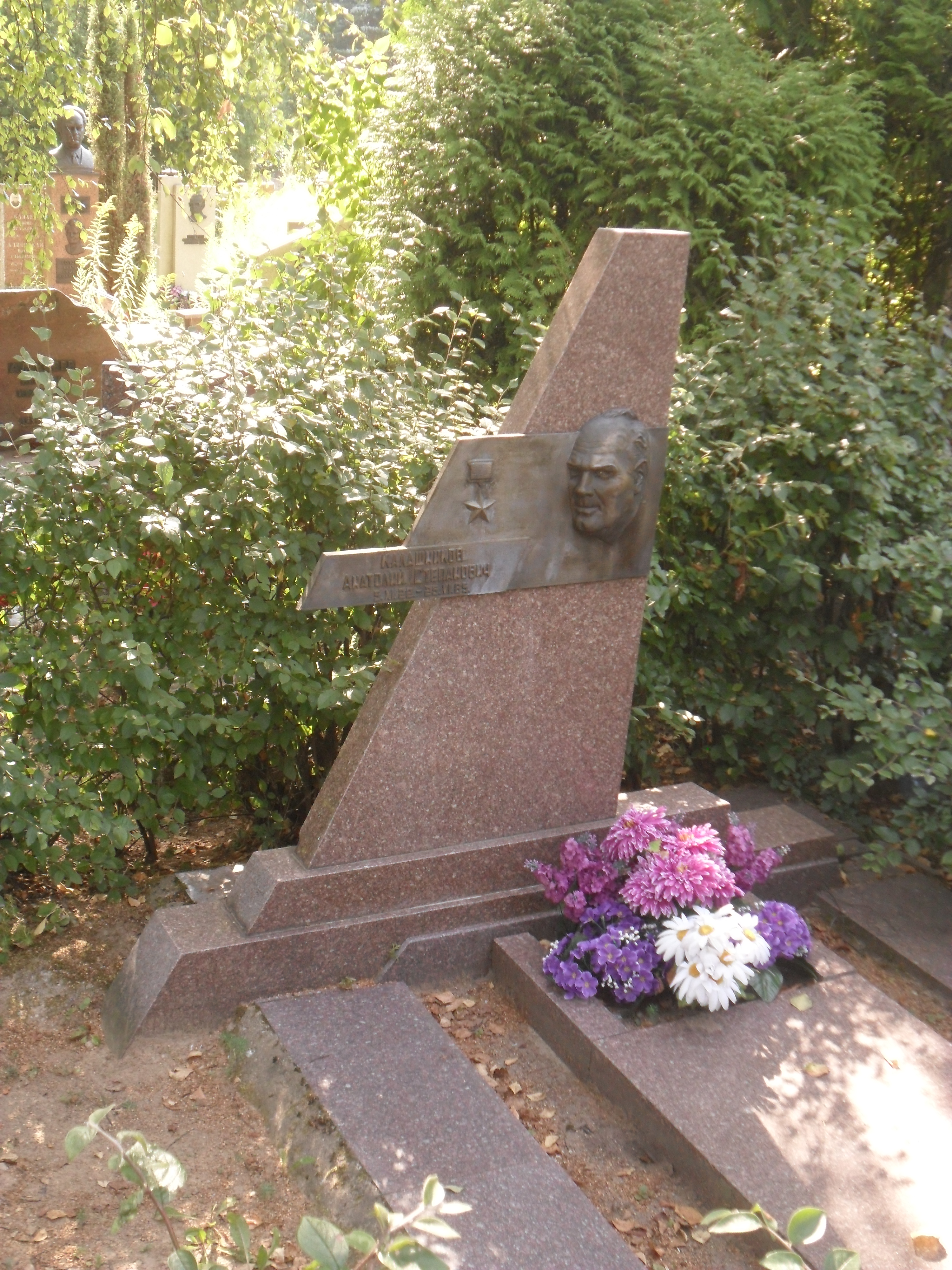
Могила Калашникова на Северном кладбище Минска.

Анатолий Калашников родился 5 ноября 1922 года в Казани. С 1929 года проживал в Чистополе, где окончил среднюю школу и аэроклуб, после чего остался в нём лётчиком-инструктором. В 1941 году Калашников был призван на службу в Рабоче-крестьянскую Красную Армию. В 1943 году он окончил Ульяновскую военную авиационную школу пилотов. С ноября того же года — на фронтах Великой Отечественной войны. Принимал участие в боях на 1-м и 4-м Украинском фронтах. Участвовал в освобождении Украинской ССР, Польши, Чехословакии.
К маю 1944 года младший лейтенант Анатолий Калашников был заместителем командира эскадрильи 637-го штурмового авиаполка 227-й штурмовой авиадивизии 2-й воздушной армии 1-го Украинского фронта. К тому времени он совершил 107 боевых вылетов на штурмовку и бомбардировку скоплений боевой техники и живой силы противника, нанеся тому большие потери.
Указом Президиума Верховного Совета СССР от 26 октября 1944 года за «отвагу и мужество, проявленные при нанесении штурмовых ударов по врагу» младший лейтенант Анатолий Калашников был удостоен высокого звания Героя Советского Союза с вручением ордена Ленина и медали «Золотая Звезда» за номером 2753.
Всего же за время своего участия в боевых действиях Калашников совершил более 120 боевых вылетов. После окончания войны он продолжил службу в Советской Армии. В 1944 году Калашников окончил Военно-воздушную академию. В 1960 году в звании подполковника он был уволен в запас. Проживал в Минске, умер 25 июня 1985 года.
Был также награждён орденами Красного Знамени, Александра Невского, двумя орденами Отечественной войны 1-й степени, орденами Отечественной войны 2-й степени и Красной Звезды, рядом медалей.